# La via senza gioia
La via senza gioia (Die freudlose Gasse), anche conosciuto con il titolo italiano L'ammaliatrice e nel Regno Unito come The Joyless Street, è un film muto del 1925 diretto da Georg Wilhelm Pabst, tratto da un romanzo di Hugo Bettauer, adattato per il cinema da Willy Haas e ampiamente considerato un'espressione della Neue Sachlichkeit nel cinema. Tale movimento artistico si traduceva anche in ambientazioni cinematografiche realistiche, riprese e montaggio semplici, una tendenza a esaminare oggetti inanimati come un modo per interpretare personaggi ed eventi, una mancanza di emotività palese, e temi sociali.
Distribuito in Italia non prima del 1931, l'opera ha subito numerosi restauri e censure che ne hanno modificato la lunghezza: essa può infatti variare nell'intervallo compreso tra 85 e 175 minuti. Tra il 1995 e il 1998, con l'aiuto di archivi internazionali, l'Archivio Cinematografico di Monaco ha riportato il film alla sua attuale durata di 151 minuti, che è ancora circa mezz'ora più breve della versione originale.
Caratterizzato da una splendida scenografia (il film è girato per la sua interezza in studio), costituisce una delle pietre miliari dell'ascesa dell'attrice Greta Garbo, alla sua seconda prova di rilievo, in una sorta di passaggio di testimone con l'allora già affermata Asta Nielsen.

## Trama
In un vicolo chiamato Melchior in un quartiere povero di Vienna del 1921, si dipanano le vite di povera gente. Marie, figlia di un padre violento veterano di guerra, spera di fuggire dalla sua casa con l'aiuto del suo fidanzato Egon, un impiegato di banca. Grete è la figlia maggiore del povero funzionario Rumfort. Marie e Grete si uniscono alla fila notturna di clienti in attesa fuori dalla macelleria gestita dal violento Josef Geiringer, ma Grete sviene e perde il suo posto. Marie e la sua amica Else riescono infine ad entrare nel negozio di Geiringer, dove ricevono un pezzo di carne in cambio dei servizi sessuali di Else. Else offre a Marie di condividere la carne con lei, ma Marie rifiuta, sapendo che Else, il cui marito è disoccupato, ha un bambino piccolo da sfamare.
Marie scappa di casa e chiede a Egon di accoglierla, ma Egon, che è invischiato con due donne dell'alta società viennese, sperando che lo aiutino a salire la scala sociale, rifiuta. Con l'aiuto della signora Greifer, proprietaria di una boutique di moda e di un night club, Marie diventa l'amante di Canez, uno speculatore in borsa. Durante un appuntamento con Canez, assiste all'incontro di Egon con la signora Leid. Quando la signora Leid viene poi trovata strangolata, Marie afferma di aver visto Egon commettere l'omicidio.
Nel frattempo, Rumfort perde i soldi della sua pensione in una transazione azionaria in cui Canez è stato coinvolto, mentre Grete viene licenziata dal suo lavoro per aver rifiutato le avance sessuali del suo datore di lavoro. Per pagare le loro spese, la famiglia Rumfort offre una stanza in affitto all'ufficiale della Croce Rossa americana Davy, che non è insensibile al fascino di Grete. Quando l'aiutante di Davy accusa la sorella minore di Grete di aver rubato dalle loro provviste, il padre di Grete insiste affinché se ne vadano. Grete, consapevole della difficile situazione finanziaria della sua famiglia, accetta in un primo momento l'offerta della  signora Greifer di lavorare per lei nel night club, con il compito di intrattenere i clienti.
Per cattiva coscienza, Marie confessa alla polizia che è stata lei ad uccidere la signora Leid, e che ha falsamente accusato Egon per gelosia. Quando Davy, durante un evento nel night club in cui delle ragazze si spogliano, scorge Grete dietro le quinte, la rimprovera per la sua amoralità, ma in seguito la perdona quando apprende da suo padre che ella era coinvolta con il solo obbiettivo di salvare la sua famiglia dalla fame. Fuori dal night, i residenti di Melchior si sono riuniti e hanno iniziato a lanciare pietre attraverso le finestre del locale della Greifer. Nel frattempo Else uccide il macellaio Geiringer dopo che egli si rifiuta di consegnarle altra carne. Quando la casa in cui vive con il marito e il figlio prende fuoco, la coppia riesce a salvare a stento il loro bambino prima che entrambi muoiano tra le fiamme.
Il tenente Davy promette a Grete un futuro insieme lontano da via Melchior.

## Produzione
Il film fu prodotto dalla Sofar-Film. Le riprese durarono dal 17 febbraio al 26 marzo 1925. I set del film sono stati progettati dai direttori artistici Otto Erdmann e Hans Sohnle. Mark Sorkin è stato assistente alla regia e montatore.

## Cast

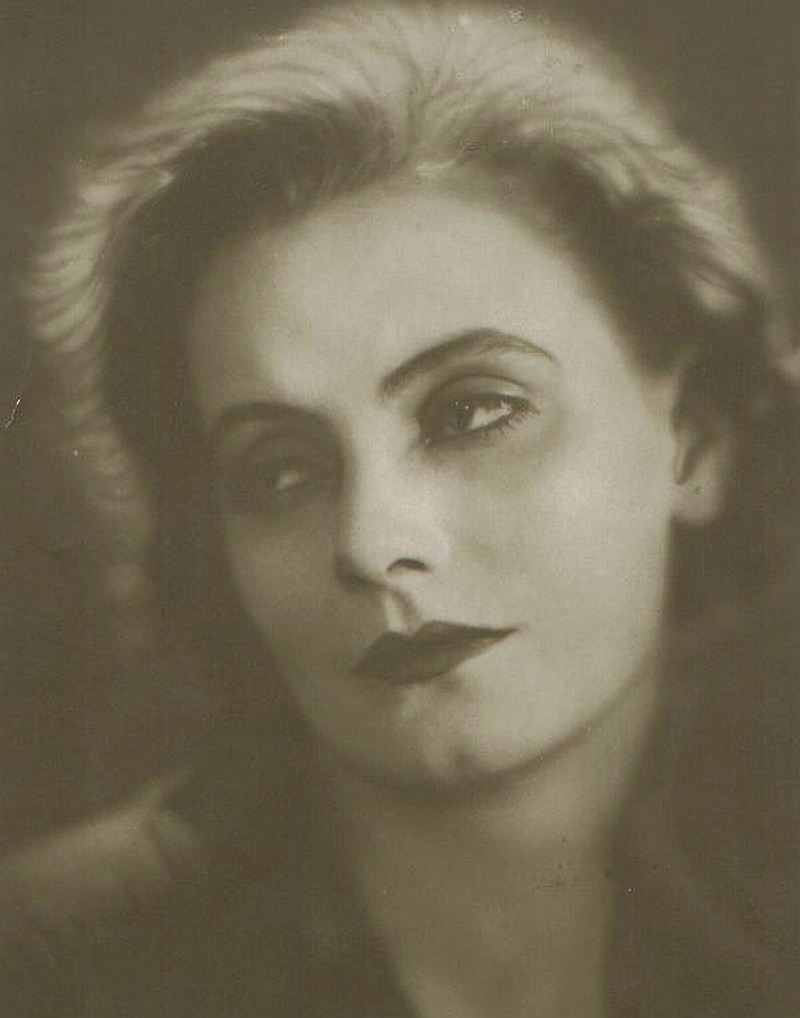
Greta Garbo

Pabst scelse Greta Garbo dopo averla ammirata nel film La leggenda di Gösta Berling (Gösta Berlings saga), diretto da Mauritz Stiller nel 1924. Stiller ottenne per la sua protetta un notevole cachet e la scelta di un partner gradito.
Durante le riprese del film, cominciate agli inizi del 1925 e durate cinque settimane, l'attrice ancora inesperta fu contesa fra il suo mentore e il regista tedesco, dai quali riceveva indicazioni talvolta opposte.
La Garbo, malgrado una certa goffaggine nei movimenti e un trucco penalizzante, riusciva già ad illuminare lo schermo con la sua bellezza. La sua prova entusiasmò Pabst, che avrebbe voluto lavorare ancora con lei, ma Stiller si oppose ad una nuova collaborazione, avendo altre ambizioni per sé e per la sua attrice, richiamati a Hollywood da Louis B. Mayer.

## Distribuzione
Distribuito dalla Hirschel-Sofar-Film-Verleih GmbH, il film venne presentato in prima a Berlino il 18 maggio 1925. Uscì poi nelle sale cinematografiche di tutto il mondo.
Dopo il grande successo di Greta Garbo a Hollywood venne ridistribuito in una versione di circa 60 minuti in cui la storia del personaggio di Asta Nielsen è quasi completamente assente.